# Klaus Lang (Sänger)
Klaus Lang (* 2. Februar 1938 in Schweinfurt) ist ein deutscher Opernsänger mit der Stimmlage Bass.

## Leben
Klaus Lang studierte von 1958 bis 1961 Gesang an der Musikhochschule München. Von 1961 bis 1963 war er am Theater Aachen engagiert, wo er als Montano in Verdis Otello debütierte. Nach einem Engagement von 1963 bis 1965 am damaligen Stadttheater Mainz gehörte er von 1965 bis 2003 festangestellt, bis 2010 als Gast, dem Solistenensemble der Deutschen Oper Berlin an. Dort absolvierte er 2966 Vorstellungen und arbeitete mit Dirigenten wie Hermann Scherchen, Lorin Maazel, Bruno Maderna, Karl Böhm, Eugen Jochum, Ferdinand Leitner, Heinrich Hollreiser oder Christian Thielemann zusammen. Sein Repertoire umfasste insgesamt 132 Partien darunter Dr. Bartolo und Antonio (Figaros Hochzeit), Leporello und Masetto (Don Giovanni), Warlaam (Boris Godunow), Baculus (Der Wildschütz) oder Don Magnifico (La Cenerentola).
Im Jahr 1998 wurde er zum Berliner Kammersänger ernannt.

## Inszenierungen (Auswahl)
- Werner Egk Der Revisor (als Diener Ossip). Deutsche Oper Berlin, 1973. Regisseur Oscar Fritz Schuh, Dirigent Reinhard Peters.[2]
- Aribert Reimann Das Schloss (als Bauer). Deutsche Oper Berlin, 1992. Regisseur Willy Decker, Dirigent Michael Boder.[3]
- Mauricio Kagel Staatstheater. Opera Lab Berlin, 2017.[4][5]

## Diskografie (Auswahl)
- Franz Lehar Der Zarewitsch, Dirigent Robert Stolz (1967, sony BMG, Eurodisc, München)
- Carl Maria von Weber Der Freischütz, Dirigent Lovro von Matačić (1967, Eurodisc, München)
- Giuseppe Verdi Don Carlos, Dirigent Herbert von Karajan (1979, EMI Electrola, Köln)
- Richard Wagner Lohengrin, Dirigent Herbert von Karajan (1982, EMI Electrola, Köln)
- Wolfgang Rihm Jakob Lenz, Dirigent Arturo Tamayo (1984, Deutsche Harmonia Mundi, Freiburg)
- Richard Wagner Die Meistersinger von Nürnberg, Dirigent Eugen Jochum (1985, Deutsche Grammophon, Hamburg)
- Richard Strauss Salome, Dirigent Giuseppe Sinopoli (1991, Deutsche Grammophon, Hamburg)